# Faustino Javier Estrada González
Faustino Javier Estrada González (Cuernavaca, Morelos, 4 de agosto de 1967) es una político mexicano, miembro del Partido Verde Ecologista de México (PVEM). Ha sido dos veces diputado al Congreso de Morelos y una diputado federal.

## Biografía
Es licenciado en Derecho egresado de la Universidad Iberoamericana. Se dedicó al ejercicio de su profesión en diversas empresas privadas desde 1987 a 1998, entre ellas fungió como asesor administrativo y vicepresidente en el periódico La Unión de Morelos, del que continúa siendo socio.
De 1998 a 2000 fue director de Desarrollo Regional y de Transporte en el ayuntamiento de Cuernavaca presidido por Sergio Estrada Cajigal, de 2000 a 2003 fue regidor del mismo ayuntamiento de Cuernavaca, pero en el periodo en que lo preisidió José Raúl Hernández Ávila. A partir de 2002 es miembro activo de PVEM, partido del que fue integrante de la Comisión Nacional de Honor y Justicia, y a partir de 2003, presidente estatal en Morelos.
En 2003 fue elegido por primera ocasión diputado al Congreso del Estado de Morelos, siendo elegido por el principio de representación proporcional a la XLIX Legislatura que concluyó en 2006 y en la que fue coordinador de la fracción parlamentaria del PVEM, así como secretario de la comisión de Pueblos indígenas.
En 2006 fue a su vez elegido diputado federal, igualmente por representación proporcional a la LX Legislatura de dicho año a 2009, y en la que fue secretario de la comisión de Justicia y Derechos Humanos; así como integrante de las comisiones de Educación Pública y Servicios Educativos; especial para conocer las políticas y la procuración de justicia vinculada a los feminicidios del país; especial para dar Seguimiento a las Agresiones a Periodistas y Medios de Comunicación; de Marina; y, del comité de Información, Gestoría y Quejas. 
Solicitó licencia al cargo de diputado federal entre el 26 de marzo y el 6 de julio de 2009 para ser nuevamente candidato plurinominal a diputado al Congreso de Morelos, ejerciendo como tal de 2009 a 2012 en la LI Legislatura estatal y por tercera ocasión elegido al mismo cargo de 2015 a 2018, en la LIII Legislatura.
El 23 de junio de 2023 fue atacado a balazos en la ciudad de Cuernavaca, por sujetos que se trasladaban en una motocicleta, reportándose su estado de salud como grave.